# Philotrypesis longispinosa
Philotrypesis longispinosa är en stekelart som beskrevs av Joseph 1954. Philotrypesis longispinosa ingår i släktet Philotrypesis och familjen fikonsteklar. Inga underarter finns listade i Catalogue of Life.